# Christian August Voigt
Christian August Voigt (ur. 21 sierpnia 1808 w Brodach, zm. 10 lutego 1890 w Wiedniu) – austriacki anatom.

## Życiorys
Studiował medycynę na Uniwersytecie Wiedeńskim, w 1841 obronił pracę doktorską pt. „De Systemate Intermedio vasorum eiusque radicibus”. Bardzo duży wpływ na jego wiedzę i poglądy fachowe miały prace Christiana Josepha Berresa. W 1847 wyjechał do Lublany, gdzie przez trzy lata wykładał chirurgię na uczelni medycznej. Od 1850 do 1854 mieszkał we Lwowie i wykładał na tamtejszym Uniwersytecie, następnie przebywał Krakowie, gdzie do 1861 był zawodowo związany z Uniwersytetem Jagiellońskim. Powróciwszy do Wiednia został wykładowcą anatomii i histologii, był członkiem Wiedeńskiej Akademii Nauk. W 1878 przeszedł w stan spoczynku.

## Dorobek naukowy
Christian August Voigt prowadził badania anatomiczne dotyczące ludzkiej skóry i włosów, używany do czasów współczesnych termin „linia Voigta” dotyczy linii granicznej występowania i rozmieszczenia pigmentu występującej u osób o ciemnej karnacji i ciemnoskórych. Voigt stwierdził, że linia pigmentowa występuje symetrycznie po obu stronach ciała około dziesięć centymetrów wzdłuż bocznej krawędzi bicepsu, zjawisko to nosi również nazwę „linia Fuchtersa”.

### Prace naukowe
- „Abhandlung über die Richtung der Haare am menschlichen Körper”, /1857/;
- „Über ein System neu entdeckter Linien an der Oberfläche des Körpers und über Hauptvera¨stelungs-Gebiete der Hautnerven”, /1857/;
- „Beiträge zur Dermato-Neurologie, nebst der Beschreibung eines Systems neu entdeckter Linien an der Oberfläche des menschlichen Körpers”, /1864/.